# Шмаленберг
Шмаленберг (нім. Schmalenberg) — громада в Німеччині, розташована в землі Рейнланд-Пфальц. Входить до складу району Південно-Західний Пфальц. Складова частина об'єднання громад Вальдфішбах-Бургальбен.
Площа — 10,39 км2. Населення становить 754 ос. (станом на 31 грудня 2020).